# Indigastrum fastigiatum
Indigastrum fastigiatum là một loài thực vật có hoa trong họ Đậu. Loài này được (E.Mey.) Schrire mô tả khoa học đầu tiên.